# Józef Rotblat
Sir Joseph Rotblat (født 4. november 1908, død 31. august 2005) var en polsk-født britisk fysiker, som havde jødisk baggrund. 
Han blev tildelt Nobels fredspris i 1995 som leder af Pugwash-bevægelsen. 
Han studerede ved Det frie universitet i Polen, Warszawa. Han flyttede i 1939 til Liverpool, hvor han begyndte at arbejde med James Chadwick ved Liverpool University.
Han mente, at forskerne altid bør beskæftige sig med de etiske konsekvenser af deres arbejde. Han blev en af de mest fremtrædende kritikere.